# Pontos extremos de Andorra

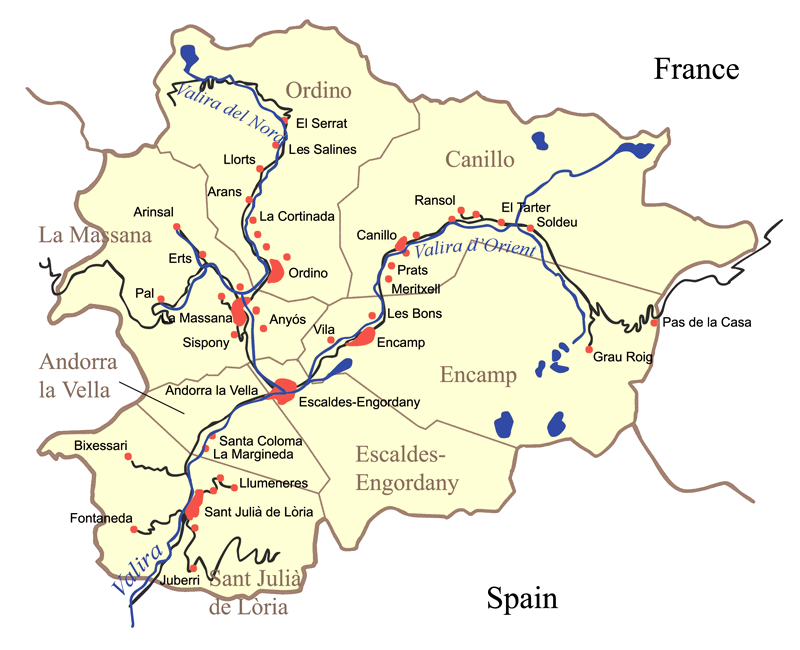
Mapa de Andorra

Esta é a lista dos pontos extremos de Andorra, onde estão os pontos mais a norte, sul, leste e oeste do território andorrano.

## Longitude e latitude
- Ponto mais setentrional: Basers de Font Blanca (42° 39′ 17″ N, 1° 34′ 04″ L)
- Ponto mais meridional: Conangle - Riu Runer (42° 25′ 43″ N, 1° 31′ 02″ L)
- Ponto mais ocidental: Coll de l'Aquell (42° 29′ 11″ N, 1° 24′ 32″ L)
- Ponto mais oriental: Riu de la Palomera - Riu Arièja (42° 34′ 26″ N, 1° 47′ 10″ L)

## Altitudes
- Ponto mais baixo: Confluência de rios junto do rio Runer (840 m) (42° 26′ 00″ N, 1° 27′ 00″ L)
- Ponto mais alto:  Pic del Comapedrosa (2942 m) (42° 35′ 00″ N, 1° 27′ 00″ L)